# Käbschütztal
Käbschütztal är en kommun i Landkreis Meissen i förbundslandet Sachsen i Tyskland. Kommunen har cirka 2 800 invånare.